# Daltjärnen (Arvidsjaurs socken, Lappland, 727644-169734)
Daltjärnen är en sjö i Arvidsjaurs kommun i Lappland och ingår i Åbyälvens huvudavrinningsområde.